# Skat (Loriot)
Skat ist ein Sketch des deutschen Humoristen Loriot. Er zeigt zwei Männer, die in einer Kneipe einen fremden Mann zum Skatspiel einladen. Der Fremde beherrscht das Spiel jedoch nicht und bringt die beiden mit seinem Verhalten immer mehr gegen sich auf. Der Sketch wurde im November 1977 als Teil der vierten Folge der Sendereihe Loriot ausgestrahlt. 1981 erschien der Text des Sketches erstmals in gedruckter Form. 

## Handlung
In einer Kneipe sitzen zwei Männer an einem Tisch. Einer der beiden lädt einen Mann vom Nachbartisch zum Skatspielen ein, weil ihnen ein dritter Mann dazu fehlt. Der Angesprochene nimmt das Angebot an, gesellt sich zu den beiden und stellt sich als Moosbach vor. Die anderen beiden Männer stellen sich nun als die Herren Striebel und Vogel vor. Schnell wird klar, dass Moosbach keine Ahnung vom Skatspielen hat. So reizt er beispielsweise mit, ohne zu wissen, was er tut, und bedient während eines Grandspiels einen Buben nicht, weil er laut eigener Aussage Buben und Damen so schlecht auseinanderhalten kann. Außerdem besteht er darauf, dass die gewonnenen Stiche gleichmäßig verteilt werden müssen, und kann sich die Trumpffarbe nicht merken. Einen von ihm gewonnenen, völlig unbedeutenden Stich kommentiert er ausufernd. Als seine Mitspieler darauf ungehalten reagieren, betont er: „Spielen ist in erster Linie eine Charakterfrage.“ Als die anderen Spieler ihn eine ausgespielte Karte nicht zurücknehmen lassen, reagiert er beleidigt und will gehen. Trotz seines Verhaltens bitten ihn die beiden jedoch zu bleiben, um weiterspielen zu können. Moosbach will ihnen einen Kartentrick zeigen, genervt stimmen sie zu. Unter der Tischplatte faltet Moosbach mehrere Karten zu Dächern, legt sie so nebeneinander auf den Tisch und bittet die anderen Spieler, sich jeweils eine davon auszusuchen. Wie die Veralberten darauf reagieren, wird nicht gezeigt; sich dies auszumalen, bleibt dem Zuschauer überlassen.

## Produktion und Veröffentlichung

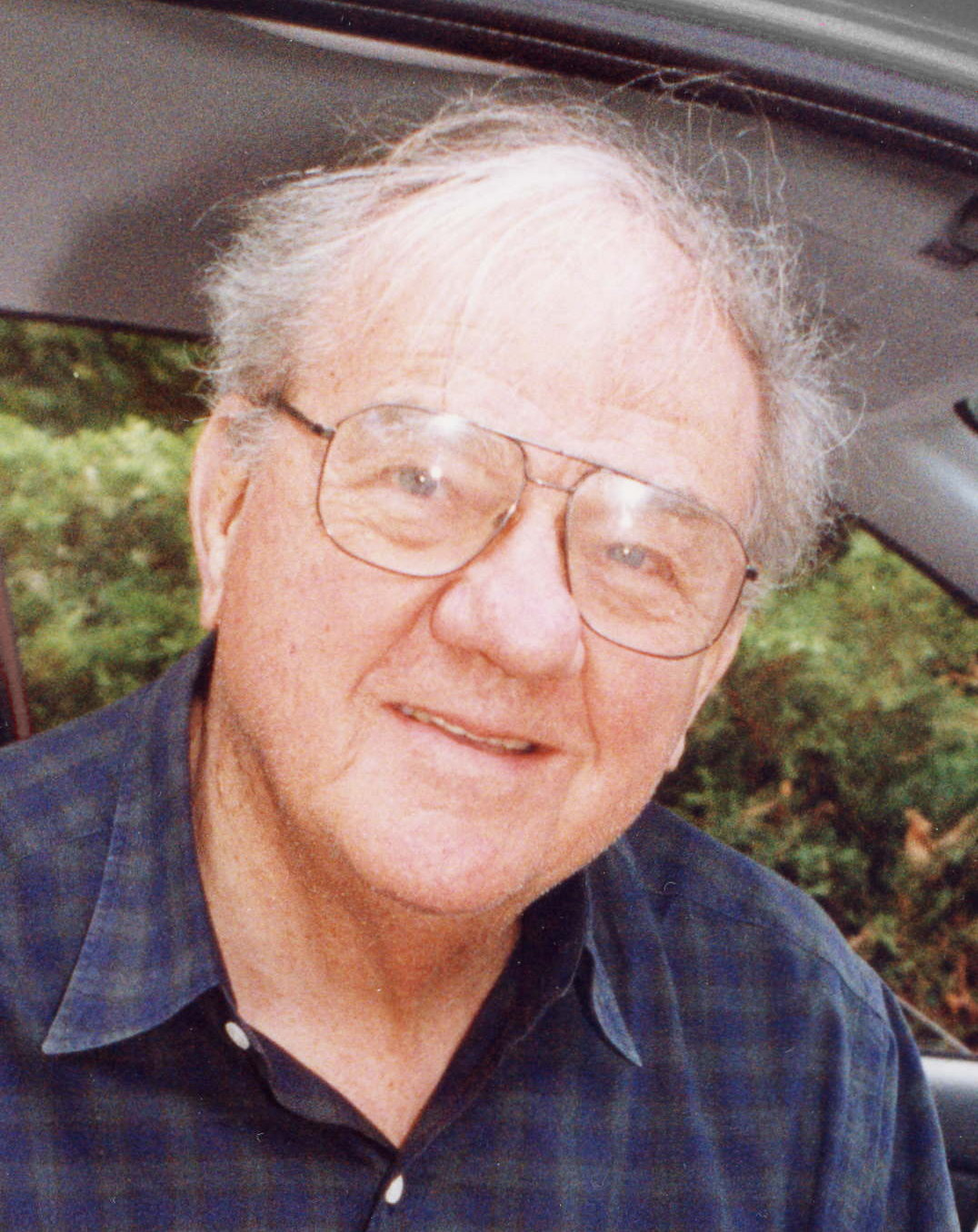
Karl Malden, dessen Nase als Inspiration für die Maske Loriots als Moosbach diente

Der Sketch entstand für die vierte Folge der Sendereihe Loriot von Radio Bremen, die ab August 1977 gedreht wurde. Die Kneipe wurde dazu im Studio aufgebaut. Loriot spielte Moosbach, Heinz Meier stellte Striebel dar und Hans Kircher war als Herr Vogel zu sehen. Daneben trat in einer kleinen Sprechrolle als Wirt ein Komparse auf, der nicht im Abspann genannt wurde.
Als Fan des US-Schauspielers Karl Malden trug Loriot in der Rolle des Herrn Moosbach eine Nachbildung von Maldens Nase. Die vom Maskenbildner Heino Weber modellierte Nase verwendete er erneut in der fünften Folge von Loriot im Sketch Feuergeben, in dem er als Rentner einem Fremden seine gesamte Lebensgeschichte erzählt. In seinem ersten Spielfilm Ödipussi trug Loriot die Nase als liebestoller Gast eines Hotels in Italien noch einmal.
Ursprünglich war ein anderes Ende des Sketches geplant. Nach einem Zeitsprung sollten Polizisten in der Kneipe den Mord an Moosbach untersuchen, wobei der Kommissar zu dem Schluss kommt, dass es wohl ein Opfer und zwei Täter waren. Man verzichtete jedoch darauf, da die Szene mit den zu Dächern gefalteten Karten zu stark war. Sie beendete nicht nur den Sketch, sondern die ganze Folge, wobei beim Abspann im Hintergrund das grinsende Gesicht von Moosbach zu sehen ist.
Die Folge wurde am 7. November 1977 im Deutschen Fernsehen ausgestrahlt. In der Ansage zum Sketch meint Loriot, dass der Mensch beim Kartenspiel seine besten Eigenschaften zeige: „Intelligenz, Toleranz und Disziplin.“ In der 1997 entstandenen Neuschnittfassung von Loriot ist der Sketch Teil der zwölften Folge Der einsame König, weitere kulturelle Intimbereiche und eine Skatrunde, die am 8. Juli 1997 im Ersten ausgestrahlt wurde. Außerdem war der Sketch 1983 in der Sendung Loriots 60. Geburtstag zu sehen.
Gedruckt erschien der Sketch erstmals 1981 im Sammelband Loriots Dramatische Werke. Darin ist er dem Kapitel Der Mitmensch zugeordnet. Seitdem wurde er in weitere Sammlungen von Loriot-Texten aufgenommen.

## Analyse und Einordnung
Die Komik des Sketches entsteht in erster Linie durch das Verhalten von Moosbach. Loriot selbst beschrieb ihn in einer Dokumentation als einen grundsätzlich negativen Charakter. Moosbach versucht seine offensichtliche Unkenntnis der Skatregeln durch schlaue Kommentare zu verschleiern. Dabei wirkt er teilweise wie ein Oberlehrer, der seine Mitspieler wie kleine Kinder behandelt, so etwa bei seinem an den genervten Vogel gerichteten Hinweis „Ein guter Spieler lässt sich nichts anmerken […] Spielen ist in erster Linie eine Charakterfrage.“ Seine auf die anderen Spieler befremdlich wirkende Mischmethode, bei der er alle Karten auf dem Tisch ausbreitet, erklärt er damit, dass „[n]ur auf diese Weise […] die Karten wirklich gemischt [werden] … damit man nicht immer dieselben bekommt.“ Grundsätzlich ist dieses Durchwühlen trotz des laienhaften Aussehens tatsächlich sehr effektiv, Moosbach geht aber auch hierbei dilettantisch vor. An einigen Stellen wird die Absurdität dieses Verhaltens besonders deutlich. So verhält sich Moosbach selbst wie ein Kind, als er auf Vogels Frage, ob er keinen Buben habe, in einem Singsang mit „Das sag ich nicht“ antwortet. Seinen Spruch „beim Skat will jeder Stich genau überlegt werden“, mit dem er sein langsames Ausspielen erklärt, führt er kurz darauf selbst ad absurdum, als er seine ausgespielte Karte regelwidrig zurücknehmen will.
Der Germanist Felix Christian Reuter sieht bei Moosbach die „extremste Form kleinkarierten pedantischen Verhaltens“. In diesem Zusammenhang könne auch das Missverständnis direkt am Anfang des Sketches verstanden werden, als Moosbach Striebels Frage „Spielen Sie Skat?“ wörtlich versteht und mit „Im Moment nicht …“ antwortet. Reuters Kollege Stefan Neumann interpretiert die Figur Moosbach als Loriots Versuch, „jene deutsche Untugend darzustellen […], durch die alles, auch einfaches und sinnfreies Freizeitvergnügen, auf eine intellektuelle Vernunftebene gezogen wird, wodurch das Spielerische zerstört wird.“

## Bildtonträger
- Loriots Vibliothek. Band 1: Herren im Bad oder der Mann als solcher. Warner Home Video, Hamburg 1984, VHS Nr. 1.
- Loriot – Sein großes Sketch-Archiv. Warner Home Video, Hamburg 2001, DVD Nr. 4 (als Teil von Loriot 12).
- Loriot – Die vollständige Fernseh-Edition. Warner Home Video, Hamburg 2007, DVD Nr. 4 (als Teil von Loriot IV).

## Textveröffentlichungen (Auswahl)
- Loriots dramatische Werke. Diogenes, Zürich 1981, ISBN 3-257-01004-4, S. 49–55.
- Das Frühstücksei. Diogenes, Zürich 2003, ISBN 3-257-02081-3, S. 42–48.
- Gesammelte Prosa. Diogenes, Zürich 2006, ISBN 978-3-257-06481-0, S. 67–75.